# Arturo Alfonso Schomburg
Pour les articles homonymes, voir Schomburg.
Arturo Alfonso Schomburg, également connu sous le nom d'Arthur Schomburg (24 janvier 1874-8 juin 1938) est un écrivain et historien américain originaire de San Juan (Porto Rico). Il est surnommé le Père de l'histoire noire-américaine (en anglais The Father of Black History).

## Biographie
Arthur Schomburg est né à Santurce, sur l'île de Porto Rico de María Josefa, un lavandière d'origine africaine et de Carlos Féderico Schomburg, un marchand d'origine allemande. Il partit pour New York en 1891 et s'installa dans le quartier de Harlem. Il rechercha et rassembla des documents sur le passé des Afro-américains ; ayant subi la discrimination, il devint membre du Revolutionary Committee of Puerto Rico et milita pour l'indépendance de Porto Rico et de Cuba. Il devint franc-maçon en 1892 et fut élu Grand Secrétaire de la Grande Loge en 1918. Il épousa Elizabeth Hatcher en 1898 et eut trois fils, Maximo Gomez, Arthur Alfonso Jr. et Kingsley Guarionex. Il enseigna la langue espagnole en 1896 à New York. Après le décès de sa première épouse en 1900, il se remaria avec Elizabeth Morrow Taylor en 1902 et eut deux autres fils, Reginald Stanton et Nathaniel Jose Schomburg.
Entre 1901 et 1906, Schomburg travailla comme messager et clerc dans le cabinet juridique new-yorkais Pryor, Mellis and Harris, avant de passer à la Bankers Trust Company. En 1909, il écrivit un pamphlet sur le leader indépendantiste cubain Gabriel de la Concepción Valdéz. En 1911, il fonda avec John Edward Bruce la Negro Society for Historical Research. Il devint le Président de l' American Negro Academy et s'impliqua dans le mouvement de la Renaissance de Harlem. Il participa aussi à l'édition de l' Encyclopedia of the Colored Race en 1912.
En 1925, il fut admis dans la fraternité Kappa Alpha Psi de l'université Columbia de New York. La même année, il composa un essai sur l'histoire des Afro-Américains, qui fut publié dans le Survey Graphic de Harlem. Cet essai fut par la suite repris dans le livre The New Negro édité par Alain Locke.
Dans les années 1930, il occupa le poste de conservateur de la Schomburg Collection of Negro Literature and Art, une section de la New York Public Library. Il mourut au Madison Park Hospital, Brooklyn, New York le 8 juin 1938 ; il fut enterré au Cypress Hills Cemetery de Brooklyn.
Schomburg avait amassé une grande collection d'objets, de manuscrits et de documents rares sur l'histoire noire-américaine. Il voyagea en Europe pour compléter cette collection. Une partie se trouve aujourd'hui conservée au Schomburg Center à Harlem.